# Mr. Personality Sings the Blues
Mr. Personality Sings the Blues — студійний альбом американського ритм-енд-блюзового співака Ллойда Прайса, випущений у 1960 році лейблом ABC-Paramount.

## Опис
Хоча Ллойд Прайс не був блюзовим співаком, на цьому LP він чудово виконує «Kidney Stew» Едді Вінсона, «Just to Hold My Hand» Пола Перрімена, а також власну пісню «I've Got the Blues and the Blues Got Me». Альбом спродюсований Сідом Феллером, який також здійснив аранжування.

## Список композицій
1. «Ain't Nobody's Business» (Крішем) — 2:49
2. «Please Send Me Someone to Love» (Персі Мейфілд) — 2:40
3. «Kidney Stew» (Блекмен, Едді Вінсон) — 3:39
4. «I Cover the Waterfront» (Едвард Геймен, Джонні Грін) — 3:50
5. «Talk to Me» (Джо Сенека) — 2:43
6. «I've Got the Blues and the Blues Got Me» (Ллойд Прайс, Г. Логан, Сід Феллер) — 1:47
7. «Just to Hold Your Hand» (Пол Перрімен, Дон Робі) — 2:45
8. «Sittin' Here and Rockin'» (Джонні Отіс) — 2:49
9. «I Don't Need Nobody» (Ллойд Прайс, Г. Логан) — 2:10
10. «Feeling Lowdown» (Дж. К. Скеггс) — 3:02
11. «I'm a Lonely Man» (Ллойд Прайс, Л. Хоган) — 2:25
12. «Down for the Count» (Адлай Чепмен) — 2:29

## Учасники запису
- Ллойд Прайс — вокал
- Сід Феллер — аранжування

Технічний персонал
- Сід Феллер — продюсер